# نامور، کبک
نامور (به فرانسوی: Namur) شهری در منطقه شهری پاپینو ناحیه اوتاوه در استان کبک کانادا است. در سرشماری سال ۲۰۱۱ این شهر ۵۸۸ نفر جمعیت داشته‌است و مساحت آن ۵۷٫۰۷ کیلومتر مربع است.